# Claudio Gatti
Claudio Gatti (Roma, 24 ottobre 1955) è un giornalista italiano.

## Biografia
Claudio Gatti (1955) risiede negli Stati Uniti dal 1978. Oggi è inviato speciale de Il Sole 24 Ore e collabora con il New York Times, l'International Herald Tribune e il Philadelphia Inquirer. Ha scritto per testate italiane e straniere, dal Corriere della Sera al Financial Times, ed è stato corrispondente de L'Europeo, vicedirettore de Il Mondo e direttore del supplemento Italy Daily.
Nel 2005 vince il premio giornalistico Premiolino. Nel 2005, dalle colonne de Il Sole 24 Ore e del Financial Times, è stato il primo giornalista al mondo a denunciare lo scandalo Oil for Food. Nel 2007, prima dello scoppio della crisi finanziaria, ha lanciato l'allarme sui rischi dei derivati.
Con Roger Cohen del New York Times ha scritto In the Eye of the Storm (Farrar, Straus and Giroux, 1991), scelto dal celebre quotidiano tra i “libri dell'anno” del 1991.
Il 2 ottobre 2016 il supplemento culturale del Sole 24 Ore ha pubblicato, assieme al quotidiano tedesco Frankfurter Allgemeine Zeitung, al sito francese Mediapart ed alla rivista americana The New York Review of Books, un articolo nel quale sosteneva di aver scoperto la vera identità della scrittrice Elena Ferrante. Nelle polemiche che sono seguite, Suzanne Moore ha scritto sul The Guardian che Gatti è uno "spaventoso, borioso investigatore privato" "con nessuna comprensione della letteratura, dell'immaginazione o rispetto della vita privata".
Nel 2019 ha pubblicato un saggio su Salvini nel quale sostiene che alcuni gruppi dell'estrema destra italiana avrebbero avuto un ruolo nello sviluppo dell'ideologia della Lega Nord e nella creazione dei suoi legami, anche economici, con l'attuale regime politico russo.

## Opere
- Rimanga tra noi. L'america, l'Italia, la questione comunista: i segreti di 50 anni di storia, 1991, Leonardo
- Claudio Gatti e Gail Hammer, Il quinto scenario - I missili di Ustica, Rizzoli, 1994, ISBN 9788817843171.
- Il Presagio, 1996, Rizzoli.
- Fuori orario. Da testimonianze e documenti riservati le prove del disastro FS, 2009, Chiarelettere.
- Il Sottobosco. Berlusconiani, Dalemiani, Centristi uniti nel nome degli affari, con Ferruccio Sansa, 2012, Chiarelettere.
- Enigate, 2018, Paperfirst. ISBN 978-8899784485
- I demoni di Salvini. I postnazisti e la Legaː la più clamorosa infiltrazione politica della storia italiana. Chiarelettere, Milano 2019. ISBN 978-88-3296-197-3

## Premi e riconoscimenti
- 2003 - Premio Saint-Vincent per il giornalismo - Sezione inchieste [4]